# プリシラ・テイラー
プリシラ・テイラー（Priscilla Taylor、1976年8月15日 - ）はアメリカ合衆国のモデル。フロリダ州マイアミ出身。